# Mészáros Gyula (turkológus)
Mészáros Gyula (Szakcs, 1883. március 28. – New York, 1957. május 28.) magyar néprajzkutató, turkológus, egyetemi tanár, orientalista, költő.

## Életrajz
1904–06-ban török nyelvi tanulmányokat folytatott Konstantinápolyban. 1906-tól másfél évet töltött a Volga vidéki csuvasok és tatárok között folklórgyűjtéssel. 1909-ben Bp.-en doktorált töröktatár nyelvből. 1909 – 15 között az MNM néprajzi osztályán dolgozott; baskír (1909), valamint Konstantinápoly környéki és kisázsiai töröko.-i (1910) gyűjtőútjának tárgyi anyaga ide került. 1916-tól az I. világháború végéig egy.-i tanár, a m. tanszék vezetője Konstantinápolyban. 1920–21-ben részt vett a szokolhamisításban, Bécsben letartóztatták, majd kaució ellettében szabadon bocsátották. Tevékeny szerepet játszott a frankhamisítás előkészítésében. A 20-as évek közepétől az ankarai néprajzi múz. tudományos vezetője. 1930–31-ben a Kaukázusból ÉNy-Anatóliába települt pakhy népcsoport nyelvét tanulmányozta. 1932-ben hazatérve a Műemlékek Orsz. Bizottságának munkatársa. 1943–44 közt az újvidéki keleti kereskedelmi főisk. tanára. 
Később Töröko.-ban, 1951-től New Yorkban élt. Elméleti eredményeit a turkológiai kutatás nem fogadta el, csak anyaggyűjtése, elsősorban csuvas anyaga képvisel tudományos értéket.
Művei: Csuvas népköltési gyűjtemény (I–II., Bp., 1909–1912); Tőrök költők (műfordítások, Bp., 1910); Magna Ungaria, a baskír – magyar kérdés (Bp., 1910); A Boszporusz partján (útirajzok, Bp., 1911); Die Pakhy- Sprache (Chicago, 1934).” (Kenyeres Ágnes (főszerk.): Magyar Életrajzi Lexikon 1000-1990, Javított, átdolgozott kiadás, 2016-07-12)
A Magyar Életrajzi Lexikon előzőekben ismertetett negatív értékelésének homlokegyenest ellentmond Veres Péter néprajzkutató, történész kandidátus, az MTA Néprajztudományi Bizottság tagja: „…a kaukázusi nyelvcsaládba tartozó híres elő-ázsiai ókori nyelv, a hatti rejtélyét, hovatartozását elsőként éppenséggel magyar keletkutató, Mészáros Gyula oldotta meg, akinek tudományos prioritását az adott probléma megoldásában, ha hazánkban nem is, de annak határain túl egyértelműen elismerik (Mészáros, 1935, vö. Ivanov–Gramkalidze, 1985, 153.; Kumahov–Kumahova, 1985; Sztarosztyin, 1986). A szakembereken kívül nem nagyon ismert…, hogy az észak-kaukázusi nyelvcsaládba beletartozik még a Kis-Ázsiában a Kr. e. 2. évezredben domináló hatti és hurrita is, amely etnikumok a világtörténelemben kiemelkedő szerepet játszottak (Gyjakonov, 1967). Az előbbiek találták fel a vasat, az utóbbiak pedig a harci szekeret. Ezek a nyelvek a mai észak-kaukázusi csoporttal genetikai kapcsolatban álló, közeli rokonnyelveknek számítanak. A kaukázusi eredetű hatti, azonban nem tévesztendő össze a később rájuk települt indoeurópai hettitával. Mészáros Gyula már a 20. század harmincas éveiben bebizonyította, hogy ez a nyelv a kaukázusi nyelvek északnyugati ágával, amelybe az adige (cserkesz), az abház és az abaza, továbbá a nemrég kihalt ubih tartozik, áll közelebbi kapcsolatban. A hurri (hurrita) pedig a csecsen–ingus–bac (vajnah) és dagesztáni nyelvekhez kapcsolható, ahogyan ezt nemrég Münchenben kiadott angol nyelvű monográfiájukban I. M. Gyjakonov és Sz. A. Sztarosztyin akadémikusok megbízható módon adatolták….” (Veres Péter: Az észak-kaukázusi népek etnokulturális szerepe a magyarság honfoglalás előtti korai etnikai történetében, https://nti.btk.mta.hu/images/evkonyv/2008/verespeter.pdf, 2016-07-12)
Chattiak és skythák című, 62. oldalas, rendkívül alapos tanulmányának végén a nyelvészeti-, régészeti- és történeti adatok felsorakoztatása után levonja a következtetést, mely szerint „Mindezek a fenntárgyalt kulturaelemek ugyanis egyöntetűen ugyanarra a kis-ázsiai őshazaterületre mutatnak, ahol eme skytha törzseknek is tulajdonképpeni őshazája volt. Mert ezek a Dél-Oroszországba importált új műveltségi elemek, néptörténeti törvényszerűségek alapján, nem is jöhettek volna más földről, mint ahonnan eme jellegzetes kultúra hordozója, a skytha népelem maga is kiindult.” (Mészáros Gyula: Chattiak és skythák, Kelet-Európa Néptörténete sorozat, Szeged, 1938)

## Művei
Csuvas népköltési gyűjtemény (I–II., Bp., 1909 – 1912); Tőrök költők (műfordítások, Bp., 1910); Magna Ungaria, a baskír – magyar kérdés (Bp., 1910); A Boszporusz partján (útirajzok, Bp., 1911); Die Pakhy- Sprache (Chicago, 1934), Chattiak és skythák, Kelet-Európa Néptörténete sorozat, Szeged, 1938.